# Ove Kindvall
Ove Kindvall (Norrköping, 16 de maio de 1943 – Sollentuna, 5 de agosto de 2025) foi um futebolista sueco que atuava como atacante.

## Carreira
Kindvall competiu na Copa do Mundo FIFA de 1970, sediada no México, na qual a seleção de seu país terminou na nona colocação dentre os 16 participantes.

## Morte
Kindvall morreu no dia 5 de agosto de 2025, aos 82 anos.